# .ba
.ba is het achtervoegsel van domeinnamen in Bosnië en Herzegovina. .ba-domeinnamen worden uitgegeven door het University Telinformatic Centre, dat verantwoordelijk is voor het topleveldomein 'ba'.
Het heeft de volgende second-level-domeinen:
- .org.ba: non-profit organisaties;
- .net.ba: telecommunicatiebedrijven;
- .edu.ba: onderwijs;
- .gov.ba: de vele lokale, regionale en federale overheden;
- .mil.ba: leger;
- .unsa.ba: Universiteit van Sarajevo;
- .unbi.ba: Universiteit van Bihać;

- .co.ba is eigendom van het bedrijf Sayber te Sarajevo;
- .com.ba wordt beheerd door BIHnet, een dochter van BH Telecom;
- .rs.ba wordt beheerd door SARnet Centar (Academisch en Onderzoekscentrum van de Servische Republiek) te Banja Luka. Dit second-level-domein kan gratis geregistreerd worden door iedereen binnen de Servische Republiek.